# Borderline-Persönlichkeitsstörung
Die Borderline-Persönlichkeitsstörung (BPS) oder emotional instabile Persönlichkeitsstörung des Borderline-Typs ist eine psychische Erkrankung. Typisch für sie sind
- Impulsivität,
- instabile, aber intensive zwischenmenschliche Beziehungen,
- rasche Stimmungswechsel,
- ein schwankendes Selbstbild aufgrund von gestörter Selbstwahrnehmung.

Hinzu kommen oft selbstschädigendes Verhalten, Gefühle innerer Leere, Dissoziationserlebnisse und starke Angst vor dem Verlassenwerden. Situationen, die andere als normal empfinden, können Symptome der BPS auslösen.
Bei dieser Persönlichkeitsstörung sind Vorgänge im Fühlen, Denken und Handeln beeinträchtigt. Dies führt zu problematischen und teilweise paradox wirkenden Verhaltensweisen in sozialen Beziehungen und sich selbst gegenüber. Dadurch belastet die Erkrankung Betroffene wie auch Bezugspersonen oft erheblich und kann deren Lebensqualität stark reduzieren.
Die BPS tritt häufig gemeinsam mit weiteren psychischen Störungsbildern auf. Dazu zählen u. a. Depressionen, die Aufmerksamkeitsdefizit-/Hyperaktivitätsstörung (ADHS), Posttraumatische Belastungsstörungen (PTBS), Essstörungen, andere Persönlichkeitsstörungen und Substanzmissbrauch.

## Zum Begriff
1884 verwendete erstmals der Psychiater Charles H. Hughes den Begriff  borderland („Grenzland“) für die Beschreibung diagnostischer Grenzfälle zwischen Gesundheit und psychischer Krankheit. Adolph Stern beschrieb dann 1938 die meisten Merkmale der heutigen BPS und nannte diese Gruppe von Symptomen „border line group“. Damit prägte er den heute verwendeten Begriff und verbreitete ihn in einer Epoche, die stark von psychoanalytischer Theorie beeinflusst war.
Psychische Störungen wurden dabei damals nach dem Prinzip der Analysierbarkeit (im Sinne der Psychoanalyse) klassifiziert. Neurotische Personen wurden als analysierbar und somit als behandelbar angesehen. Menschen mit Psychosen dagegen wurden als nicht analysierbar und somit als nicht behandelbar betrachtet. Die Bezeichnung „Borderline“ bezog sich in diesem Sinne auf eine unscharfe und nicht definierte Grenzlinie zwischen Neurose und Psychose und wurde gewählt, da man bei den betroffenen Patienten Symptome aus beiden Bereichen identifizierte.
Aufgrund der Nähe zur Psychose ordnete man die Borderline-Störung dem schizophrenen Formenkreis zu. Entsprechende historische Bezeichnungen für die Borderlinestörung sind Randpsychose, Pseudoschizophrenie und Pseudoneurotische Schizophrenie.
Neuere Konzepte nach 2005 betonen die Störung des Selbstbilds – und deren moderne soziale Bedingungen – als zentralen Kern der BPS.

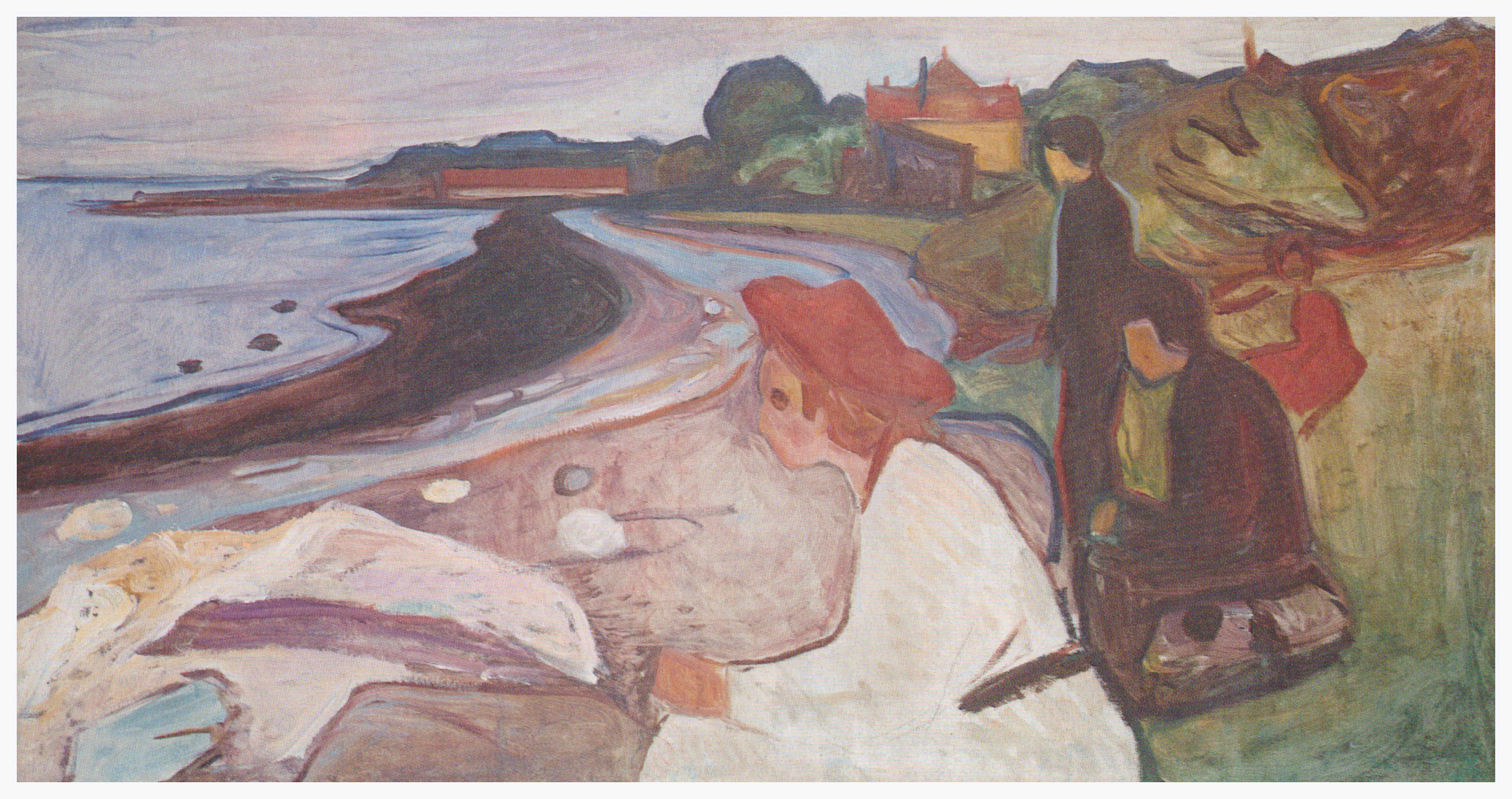
Edvard Munch: Jugend am Meer (1904). Gemälde für den Linde-Fries. Nach dem Kunsthistoriker Nic. Stang zeigt das Gemälde „die Unfähigkeit, Kontakt miteinander herzustellen“ und damit eines der Hauptanzeichen von BPS (siehe Text). In späterer Zeit wurde Munch von Psychiatern selbst als von BPS Betroffener diagnostiziert.

## Klassifizierung
Die moderne operationalisierte Diagnostik hat sich von diesen theoriegeleiteten Konzepten weitgehend gelöst. Sie beschränkt sich heute ganz darauf, Erlebens- und Verhaltensmuster zu beschreiben, die das Störungsbild kennzeichnen. Das zeigt sich auch durch die Aufnahme des Borderline-Begriffs in den Diagnostischen und statistischen Leitfaden psychischer Störungen (DSM) und die Internationale statistische Klassifikation der Krankheiten (ICD).

### DSM-5
In dem aktuellen DSM-5 (dem Klassifikationssystem der American Psychiatric Association) ist die Borderline-Persönlichkeitsstörung im Kapitel Persönlichkeitsstörungen verzeichnet.
Es handelt sich um ein tiefgreifendes Muster von Instabilität in zwischenmenschlichen Beziehungen, im Selbstbild und in den Affekten sowie von deutlicher Impulsivität. Der Beginn liegt im frühen Erwachsenenalter und das Muster zeigt sich in verschiedenen Situationen.
Mindestens fünf der folgenden Kriterien müssen erfüllt sein:
1. Verzweifeltes Bemühen, tatsächliches oder vermutetes Verlassenwerden zu vermeiden. (Beachte: Hier wird kein suizidales oder selbstverletzendes Verhalten berücksichtigt, das in Kriterium 5 enthalten ist.)
2. Ein Muster instabiler und intensiver zwischenmenschlicher Beziehungen, das durch einen Wechsel zwischen den Extremen der Idealisierung und Entwertung gekennzeichnet ist.
3. Störung der Identität: ausgeprägte und andauernde Instabilität des Selbstbildes oder der Selbstwahrnehmung.
4. Impulsivität in mindestens zwei potenziell selbstschädigenden Bereichen, z. B. Geldausgaben, Sexualität, Substanzmissbrauch, rücksichtsloses Fahren, „Essanfälle“. (Beachte: Hier werden keine suizidalen oder selbstverletzenden Handlungen berücksichtigt, die in Kriterium 5 enthalten sind.)
5. Wiederholtes suizidales Verhalten, Suizidandeutungen oder -drohungen oder Selbstverletzungsverhalten.
6. Affektive Instabilität infolge einer ausgeprägten Reaktivität der Stimmung, z. B. hochgradige episodische Misslaunigkeit (Dysphorie), Reizbarkeit oder Angst, wobei diese Verstimmungen gewöhnlich einige Stunden und nur selten mehr als einige Tage andauern.
7. Chronische Gefühle von Leere.
8. Unangemessene, heftige Wut oder Schwierigkeiten, die Wut zu kontrollieren, z. B. häufige Wutausbrüche, andauernde Wut, wiederholte körperliche Auseinandersetzungen.
9. Vorübergehende, durch Belastungen ausgelöste paranoide Vorstellungen oder schwere dissoziative Symptome.

### DSM-5 Alternativ-Modell
Das Alternativ-Modell des DSM-5 in Sektion III schlägt folgende diagnostische Kriterien vor:
A. Mittelgradige oder stärkere Beeinträchtigung im Funktionsniveau der Persönlichkeit, die sich durch typische Schwierigkeiten in mindestens zwei der folgenden Bereiche manifestiert:
1. Identität: Deutlich verarmtes, wenig entwickeltes oder instabiles Selbstbild, oft mit exzessiver Selbstkritik; chronische Gefühle von innerer Leere; durch Belastung ausgelöste dissoziative Symptome.
2. Selbststeuerung: Instabilität in Zielsetzungen, Vorlieben, Wertvorstellungen und beruflichen Plänen.
3. Empathie: Eingeschränkte Fähigkeit, die Gefühle und Bedürfnisse anderer Personen zu erkennen, verbunden mit zwischenmenschlicher Überempfindlichkeit (beispielsweise eine Neigung, sich geringgeschätzt oder beleidigt zu fühlen); die Wahrnehmung anderer fokussiert auf negative Eigenschaften oder Vulnerabilitäten.
4. Nähe: Intensive, aber instabile und konfliktreiche enge zwischenmenschliche Beziehungen, die durch Misstrauen, Bedürftigkeit und ängstliche Beschäftigung mit tatsächlichem oder vermeintlichem Verlassenwerden gekennzeichnet sind; nahe Beziehungen werden oftmals in Extremen von Idealisierung und Abwertung erlebt und alternieren zwischen Überinvolviertheit und Rückzug.

B. Mindestens vier der folgenden sieben problematischen Persönlichkeitsmerkmale, wenigstens eines davon ist (5) Impulsivität, (6) Neigung zu riskantem Verhalten oder (7) Feindseligkeit.
1. Emotionale Labilität: Instabiles emotionales Erleben und häufige Stimmungswechsel; heftige Emotionen bzw. Affekte sind leicht stimulierbar, hochgradig intensiv und/oder unangemessen hinsichtlich situativer Auslöser und Umstände.
2. Ängstlichkeit: Intensive Gefühle von Nervosität, Anspannung oder Panik, oft ausgelöst durch zwischenmenschliche Spannungen; häufige Sorge über negative Auswirkungen vergangener unangenehmer Erlebnisse und über mögliche negative Entwicklungen in der Zukunft; ängstliche Gefühle, Besorgnis oder Bedrohungsgefühl bei Unsicherheit; Angst vor psychischem Zerfall oder Verlust der Kontrolle.
3. Trennungsangst: Angst vor Zurückweisung und/oder Trennung von wichtigen Bezugspersonen, begleitet von Furcht vor übermäßiger Abhängigkeit und komplettem Autonomieverlust.
4. Depressivität: Häufige Niedergeschlagenheit, Sich-elend-Fühlen und/oder Hoffnungslosigkeit; Schwierigkeit, sich von solchen Stimmungen zu erholen; Pessimismus hinsichtlich der Zukunft; tiefgreifende Schamgefühle; Gefühl der Minderwertigkeit; Suizidgedanken und suizidales Verhalten.
5. Impulsivität: Handlungen erfolgen Hals über Kopf als unmittelbare Reaktion auf einen Auslöser, sie sind vom Augenblick bestimmt, ohne Plan oder Berücksichtigung der Folgen; Schwierigkeiten, Pläne zu entwickeln und zu verfolgen; Druckgefühl und selbstschädigendes Verhalten unter emotionalem Stress.
6. Neigung zu riskantem Verhalten: Ausübung gefährlicher, risikoreicher und potenziell selbstschädigender Handlungen ohne äußere Notwendigkeit und ohne Rücksicht auf mögliche Folgen; Mangel an Bewusstsein für die eigenen Grenzen und Verleugnung realer persönlicher Gefahr.
7. Feindseligkeit: Anhaltende und häufige Gefühle von Ärger; Ärger oder Gereiztheit bereits bei geringfügigen Kränkungen oder Beleidigungen.

### ICD
Im ICD-10 (dem Klassifikationssystem der Weltgesundheitsorganisation) wird die Borderline-Persönlichkeitsstörung (F60.31) als einer von zwei Subtypen der emotional instabilen Persönlichkeitsstörung (F60.3) aufgeführt:
- Der impulsive Typus dieser Störung ist geprägt durch mangelnde Impulskontrolle und unberechenbare Handlungen (F60.30).
- Beim Borderline-Typus sind zusätzlich das eigene Selbstbild und das Beziehungsverhalten noch stärker beeinträchtigt (F60.31). Dieser Typus entspricht ungefähr der Definition der Borderline-Störung im DSM-5.

Im ICD-11 sind Borderline pattern eine Zusatzqualifikation der Persönlichkeitsstörungen (6D10). Sie wird unter 6D11.5 kodiert.

## Abgrenzung
Die Borderline-Persönlichkeitsstörung ist selbst für erfahrene Fachärzte in der Praxis oft schwer zu erkennen. Sie wird daher häufig erst nach mehrjähriger Behandlung wegen anderer, im Vordergrund stehender Beschwerden (z. B. Depressionen, Ängste, psychosomatische Beschwerden etc.) korrekt diagnostiziert. Es besteht laut AWMF-Leitlinie eine erhöhte Komorbiditätsrate mit anderen Persönlichkeitsstörungen (v. a. der narzisstischen, histrionischen, selbstunsicher-vermeidenden, abhängigen, schizotypischen, paranoiden oder dissozialen Persönlichkeitsstörung), wie auch mit Depressionen, Ängsten, Panikstörungen, der Trennungsangststörung bei Erwachsenen und Posttraumatischen Belastungsstörungen sowie Abhängigkeitserkrankungen.
Einige der Symptome können auch bei anderen Störungsbildern auftreten, so z. B. bei Depressionen, Schizophrenien, schizoaffektiven Psychosen, beim Asperger-Syndrom und anderen Formen des Autismus, bei der Aufmerksamkeitsdefizit-/Hyperaktivitätsstörung (ADHS), bei bipolaren Störungen und verschiedenen der zuvor genannten Persönlichkeitsstörungen. Die Diagnose erfordert daher eine umfangreiche Anamnese (evtl. unter Einbeziehung von Angehörigen) und sorgfältige differentialdiagnostische Abgrenzung von diesen anderen Erkrankungen.

## Verbreitung
Eine US-amerikanische Untersuchung fand in einer Bevölkerungsstichprobe aus den Jahren 2004 und 2005 bei 34.653 Erwachsenen eine Lebenszeitprävalenz von 5,9 % (dabei 6,2 % bei Frauen und 5,6 % bei Männern). Der geringe Geschlechterunterschied war statistisch nicht signifikant.
Die Daten von 6.330 11-jährigen Kindern in Bristol (England) von 2002 bis 2004 zeigten, dass 3,2 % die Kriterien von DSM-IV erfüllten. Auch hier war der Geschlechterunterschied unbedeutend.
Die US-amerikanische Stichprobe zeigte eine stetige Abnahme der Prävalenz mit zunehmendem Alter (20–29 Jahre: 9,3 %; 30–44 Jahre: 7,0 %; 45–64 Jahre: 5,5 %; 65+ Jahre: 2,0 %). Eine auffällige Abnahme zeigte sich auch in einer Längsschnittstudie (Longitudinalstudie) von 290 BPS-Patienten über einen Zeitraum von sechs Jahren am McLean Hospital (Massachusetts/USA) in Zusammenarbeit mit der Harvard Medical School.

## Symptome der BPS

### Sozialverhalten
In einem Bericht aus dem Jahr 2014 zum Stand der Forschung wurde festgestellt, dass Probleme im zwischenmenschlichen Verhalten die am meisten sichtbaren und die am besten unterscheidbaren Merkmale von BPS seien. Experimentelle Daten deuteten auf instabile Gefühle, (Selbst-)Aggression, Überempfindlichkeit gegenüber möglichen Bedrohungen, geringen Erfolg bei Verständigung nach Konflikten, häufige Missverständnisse und Vermischung von Selbst- und Fremdeinschätzung.
Eine Übersicht von 2013 hob die folgenden drei Schwierigkeiten hervor:
- Fehleinschätzung gefühlsmäßig neutraler Situationen,
- Gefühl der Zurückweisung in Situationen normaler sozialer Beteiligung
- und Probleme bei der Wiederherstellung von sozialem Umgang nach einer Enttäuschung.[19]

Die in beiden Übersichten betonte Schwierigkeit, eine gestörte Zusammenarbeit wieder zu reparieren, zeigte sich sehr deutlich in Verhaltensexperimenten, bei denen gleichzeitig damit verknüpfte starke Abweichungen bei bestimmten Gehirnfunktionen registriert wurden.
BPS hat auch erhebliche Auswirkungen auf Paarbeziehungen. Eine über sechzehn Jahre durchgeführte Langzeitstudie zeigte, dass Besserungen im Krankheitsverlauf mit einer deutlichen Tendenz zu stabileren Paar- und Elternteil-Kind-Beziehungen einhergingen.

### Identität
Personen mit einer BPS weisen häufig ein instabiles Selbstbild auf und können eine negative Einstellung zu ihrem Körperkonzept entwickeln. Diese negative Einstellung kann sich wiederum auf das Selbstkonzept der Personen auswirken.
Ein weiteres mögliches Symptom einer BPS ist das chronische Gefühl der inneren Leere, welches im DSM-5 auch als Diagnosekriterium aufgeführt ist. Laut M. Bohus beschreiben einige BPS-Patienten diese innere Leere mit dem Gefühl, nicht mehr mit sich selbst „verbunden“ zu sein sowie isoliert und abgeschnitten von der Welt zu existieren.

### Emotionalität
Nach einem Konzept der emotionalen Fehlregulierung bei BPS von 2013, das sich auf das biosoziale Entwicklungsmodell von BPS durch Marsha M. Linehan (1993 und 2009) gründete, wurden vier Problembereiche unterschieden: erhöhte emotionale Empfindlichkeit, starke und schwankende negative und positive Stimmungen, Mangel an geeigneten Klärungs-Strategien und Überschuss an schlecht angepassten Klärungs-Strategien.
Nach Ansicht von Martin Bohus erleben viele Borderline-Patienten mehrmals täglich starke unangenehme Spannungszustände. Diese Zustände würden meist sehr plötzlich auftreten und könnten bis zu mehreren Stunden andauern. In diesen Phasen komme es häufig zu selbstverletzendem Verhalten, Intoxikationen und Hochrisikoverhalten, um die Anspannung zu lindern.
In einer Übersicht von 2009 über experimentelle Studien zur Wahrnehmung des emotionalen Ausdrucks von Gesichtern durch BPS-Patienten wurden zusammenfassend die folgenden typischen Schwierigkeiten festgestellt: grundlegende Gefühle bei anderen zu registrieren, eine Tendenz zu negativen oder verärgerten Bewertungen und eine erhöhte Empfindlichkeit zur Entdeckung negativer Gefühle bei anderen.

### Angst vor Zurückweisung
Die Angst vor einer möglichen Zurückweisung ist bei BPS-Patienten extrem ausgeprägt. Eine Untersuchung von 2011 zeigte, dass sie – statistisch gesehen – in dieser Gruppe sogar noch stärker war als bei Patienten mit sozialen Phobien.
Eine experimentelle Studie von 2014 stellte fest, dass die besondere Angst vor Zurückweisung bei BPS-Patienten mit spezifischen Abweichungen und Unterfunktionen im Gehirn verknüpft war.

### Dissoziative Symptome
Nach zwei neueren Übersichtsartikeln von 2009 und 2014 haben bis zu zwei Drittel der BPS-Patienten Symptome von Dissoziation. Hierzu zählen Depersonalisation, Derealisation, verzerrtes Zeitgefühl, irreales Wiedererleben (Flashbacks) und Abweichungen in der Selbstwahrnehmung.
Eine genaue Analyse dieser Symptome bei 21 Patienten aus dem Jahr 2009 ergab eine große Spannweite in der Art der Erscheinungen und im Grad der Beeinträchtigung: 24 % keine, 29 % milde, 24 % unspezifische und 24 % dissoziative Identitätsstörung.

### Selbstschädigung

#### Selbstverletzung
Eine Vergleichsstudie von 2015 zeigte, dass bei einer Gruppe von 46 Patienten mit selbstverletzendem Verhalten (SVV) in Verbindung mit BPS die Selbstverletzungen häufiger und schwerwiegender waren als bei einer Gruppe von 54 Patienten, die SVV, aber keine BPS hatten. Eine ähnliche Untersuchung zeigte diesen Unterschied ebenfalls sehr deutlich, obwohl der Lebenszeitverlauf von SVV in beiden Gruppen gleich war: eine starke Zunahme im Alter von 18 bis 24 Jahren und Andauer der dabei erreichten Häufigkeit bis zum Alter von 50 bis 59 Jahren.
Laut einer chinesischen Untersuchung war allerdings nur eine Minderheit von SVV-Patienten gleichzeitig auch von BPS betroffen. Von den 160 Personen, die im Laufe eines Jahres (2007–2008) wegen SVV an das Prince of Wales Hospital in Hongkong überwiesen wurden, zeigte sich nur bei 30 (18,8 %) eine zu der Zeit vorliegende BPS.

#### Suizidalität
Wegen der häufig auftretenden Begleiterkrankungen (Komorbiditäten) und methodischer Schwierigkeiten lässt sich die Suizidrate nur grob abschätzen. In retrospektiven Studien wurde eine Rate von bis zu 10 %, in prospektiven Studien eine Rate von 3–6 % beobachtet. In einer Studie von 2012 wurde gezielt untersucht, ob es bestimmte Subtypen von BPS mit erhöhtem Suizidrisiko gibt. Ein schwererer Verlauf der Krankheit, höheres Alter und stärker beeinträchtigte psychosoziale Funktionen wurden als Faktoren für eine erhöhte Suizidgefährdung identifiziert. Bei Patienten, die zusätzlich eine Abhängigkeit aufweisen, ist die Suizidalität verstärkt.

### Psychotische Symptome
Eine Analyse von Patientenakten von 2011 stellte lang andauernde Beeinträchtigungen in körperlicher und emotionaler Hinsicht durch psychotische Symptome fest, die sich kaum von denen bei Schizophrenie unterschieden. Die Autoren schlugen deshalb vor, dass die diagnostische Kategorie BPS geändert und psychotische Symptome ebenfalls aufgenommen werden sollten. Die Ergebnisse stehen im Einklang mit zwei weiteren Übersichtsstudien (2010 und 2013) zu dieser Frage.

## Begleitende Erkrankungen
Einige Krankheitsbilder treten häufig gemeinsam mit der BPS auf (Komorbidität).

### Depressionen
Eine systematische Übersicht und Metaanalyse von 2015 kam zu dem Ergebnis, dass Depressionen bei BPS im Vergleich zu sonstigen depressiven Störungen mehr Feindseligkeit und ein negativeres Selbstbild zeigten. Es zeigte sich eine hohe Variabilität des Schweregrads der Depression bei BPS-Patienten und teilweise eine BPS-spezifische Depressionsqualität.
Die Depression bei BPS-Patienten ist typischerweise besonders durch Gefühle von innerer Leere, Einsamkeit, Verzweiflung und Schwierigkeiten in interpersonellen Beziehungen gekennzeichnet. Insbesondere die Suizidgefährdung ist zu beachten. Depressive Symptome der BPS-Patienten sind in der Regel kürzer andauernd und häufiger mit interpersonellen Situationen verbunden als bei depressiven Patienten ohne Persönlichkeitsstörung. Die leitliniengerechte Behandlung der Depression erfolgt sowohl psychotherapeutisch als auch pharmakotherapeutisch. Dabei kann der Erfolg einer medikamentösen antidepressiven Behandlung durch eine BPS ungünstig beeinflusst werden. Andererseits bessert sich die Depression in der Regel bei erfolgreicher BPS-Behandlung.
Die in der Behandlung von BPS-Patienten erfahrene Psychoanalytikerin Christa Rohde-Dachser beschreibt in ihrem Aufsatz Schwermut als Objekt. Über Struktur und Inhalt der Borderline-Depression unter anderem, wie die Depression für diese Patienten unter Umständen als „Füllsel“ für ein „schwarze(s) Loch, das sich in ihrem Innern auftut“ bzw. „innere Leere“ dient. Sie weist auch auf die Risiken von psychoanalytischen Konfliktdeutungen hin.

### ADHS
Nach einer Übersicht von 2014 sind etwa 20 % der Erwachsenen mit BPS auch von der Aufmerksamkeitsdefizit-/Hyperaktivitätsstörung (ADHS) betroffen. Die Prävalenz ist damit 4- bis 10-fach höher als in der erwachsenen Gesamtbevölkerung. Obwohl sich BPS und ADHS in mehreren wichtigen Symptomen überlappen, verlangen die Ergebnisse der Ursachenforschung eine strikte Trennung der beiden Krankheitsbilder, auch wenn sie gemeinsam in einer Person auftreten. Beispielsweise zeigten sich bezüglich der mangelnden Impulskontrolle, die beiden gemeinsam ist, bei ADHS andere Abweichungen in den Gehirnfunktionen als bei BPS.

### Geschlechterunterschiede
Langzeitstudien zeigten Geschlechterunterschiede bei mehreren begleitenden Störungen. Posttraumatische Belastungsstörungen (PTBS) und Essstörungen waren häufiger bei Frauen mit BPS, während Substanzmissbrauch, Narzisstische Persönlichkeitsstörung und Antisoziale Persönlichkeitsstörung häufiger bei Männern mit BPS auftraten. Es wurde allerdings ausdrücklich betont, dass diese Geschlechterunterschiede nicht BPS-typische Erscheinungen seien, sondern nur die bekannten Geschlechterunterschiede bezüglich der Häufigkeit dieser zusätzlichen Störungen widerspiegelten.

## Ursachen
Es gibt verschiedene Theorien und Modelle dazu, wie die BPS entsteht, und es gibt verschiedene Faktoren, die als mögliche Ursachen oder Teilursachen in Betracht gezogen werden. Vermutlich tragen mehrere Faktoren zur Entstehung bei.

### Umwelteinflüsse
Eine Langzeitstudie von 6050 Kindern, geboren von April 1991 bis Dezember 1992, ergab, dass feindseliges Elternverhalten und Streit unter Eltern die Wahrscheinlichkeit von BPS erhöhte.
In einer umfangreichen Zwillings- und Familienstudie von 2009 wurde das Verhältnis von genetischen und Umwelteinflüssen beim Vorkommen von BPS untersucht. Ähnlichkeit der Symptome von BPS bei biologisch Verwandten konnte vollständig durch die Annahme genetischer Vererbung erklärt werden. Unterschiede bei den Symptomen wurden zu 45 % genetischen und zu 55 % Umwelteinflüssen zugeordnet. Anhaltspunkte für eine mögliche „kulturelle Vererbung“ von BPS von Eltern auf Kinder wurden nicht gefunden.

### Genetische Veranlagung
Eine systematische Übersicht und Metaanalyse von 2014 gelangte zu der Abschätzung, dass BPS zu etwa 40 % erblich sei. Allerdings musste festgestellt werden, dass die Suche nach bestimmten Genen und Genorten bislang erfolglos war. Die Autoren schlugen deshalb vor, dass die hohe Erblichkeitsrate und die bislang ergebnislose Suche nach Genen durch Abweichungen bei der Ausprägung von Genen (Modifikation) zu erklären sei. Derartige Abweichungen sind umweltbedingt und Hinweise auf Gen-Umwelt-Interaktionen und -Korrelationen.
Durch die Annahme biologischer Krankheitsursachen steigt die Wahrscheinlichkeit der Ablehnung der betroffenen Person.

### Neurobiologie

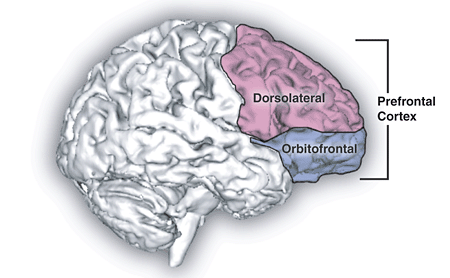
Lage der orbitofrontalen und dorsolateralen Bereiche (OFC und DLPFC) im präfrontalen Cortex des Menschen (Seitenansicht, Stirnseite rechts).

In einer umfangreichen Metaanalyse von 2014 zeigte die Auswertung von Studien mit Gehirnscans, dass bei der BPS bei verschiedenen Tests zur Impulskontrolle grundsätzlich eine Tendenz zu Unterfunktionen im Präfrontalen Cortex vorliegt. Dies betrifft insbesondere die orbitofrontalen (OFC), dorsomedialen und dorsolateralen Bereiche (DLPFC).
Hippocampus (Gedächtnisfunktionen) und Amygdala (Gefühlsreaktionen) haben ein tendenziell reduziertes Volumen, und Fehlfunktionen des frontolimbischen Netzwerks (Präfrontaler Cortex, Hippocampus und Amygdala) gelten als Ursache für die meisten Symptome der BPS.

## Therapieformen

### Psychotherapien
Laut einer Meta-Analyse von 33 Studien mit insgesamt 2.256 Teilnehmern sind psychodynamische Verfahren und dialektisch-behaviorale Therapie bei Borderline-Persönlichkeitsstörung geringfügig effektiver als andere Verfahren. Nicht selten liegen der BPS auch traumatische Erlebnisse, meist in der Kindheit, zuweilen auch mit überlagerter (gelegentlich auch komplexer) Posttraumatischer Belastungssymptomatik, mit zugrunde, weshalb sich in einigen Fällen die Einbeziehung einer spezifischen Traumatherapie als sinnvoll erweisen kann.
Eine Übersichtsarbeit von 2013, die wissenschaftliche Studien zur Reaktion behandelnder Fachkräfte auf Patienten mit BPS-Diagnose auswertete, kam zu der Einschätzung, dass die Mehrzahl behandelnder Fachkräfte negativ gegenüber Patienten mit einer BPS-Diagnose voreingenommen sind. Die Befragten gaben an, dass BPS-Patienten häufig weniger Anteilnahme und stattdessen negative Gefühle, einschließlich Gefühlen von Frustration, Unzulänglichkeit und Überforderung, auslösten, da sie manipulativ seien sowie schwierig und zeitaufwändig zu behandeln. Sie würden auf als Ablehnung interpretiertes Verhalten sehr empfindlich reagieren und zu krisenhaftem Verhalten neigen, hätten Schwierigkeiten, stabile soziale Beziehungen zu unterhalten und mit anderen angemessen sozial zu interagieren.
Verhaltensreaktionen auf Seiten der Behandelnden umfassten soziale und emotionale Distanzierung von Patienten mit BPS, negativ wertende Haltung, weniger empathisches Verhalten und Ausdruck von Ärger. Die genannten Befunde könnten entweder dahingehend interpretiert werden, dass behandelnde Fachkräfte befangener und wertender seien oder dass Patienten mit BPS generell dazu neigten, negative Reaktionen von Menschen in ihrer Umgebung hervorzurufen unabhängig davon, ob sie Fachleute sind oder nicht.

#### Psychodynamische Ansätze
Die mentalisierungsbasierte Psychotherapie (Mentalization Based Treatment; kurz: MBT) ist eine psychoanalytische Behandlungsmethode, die von Peter Fonagy und Anthony W. Bateman entwickelt wurde. Sie basiert auf dem Konzept der Mentalisierung. Ziel ist es, den Patienten dabei zu unterstützen, seine Mentalisierungsfähigkeit zu verbessern. Dazu ist es notwendig, dass der Behandler sich der emotionalen Zustände des Patienten stets bewusst ist, um zu einem besseren Verständnis seines aktuellen seelischen Zustandes zu gelangen. In Gruppen- wie in Einzelbehandlungen soll durch Gespräche und spezielle Gesprächstechniken ein besseres Verständnis für die mentalen Grundlagen des Handelns geschaffen sowie eine reflexive Erfassung der eigenen Persönlichkeit ermöglicht werden. Das mentalisierungsgestützte Behandlungskonzept zeigte gute Effekte sowie eine sehr niedrige Abbruchquote.
Die übertragungs-zentrierte Psychotherapie (Transference-Focused-Psychotherapy, TFP) nach John F. Clarkin, Frank E. Yeomans und Otto F. Kernberg ist eine spezielle Form der psychodynamischen Psychotherapie, die vorwiegend bei Patienten mit Persönlichkeitsstörungen angewandt wird. Der Fokus der therapeutischen Arbeit liegt in der TFP auf der Durcharbeitung der Übertragungsbeziehung zwischen Patient und Psychotherapeut im „Hier und Jetzt“, um so eine Verbesserung im Bereich der Objektbeziehungen zu erreichen. In einer Vergleichsstudie zur TFP zeigten sich eine geringere Abbruchrate und bessere Therapieerfolge als durch eine herkömmliche nicht-spezialisierte Psychotherapie. Allerdings warf eine andere Forschergruppe in derselben Fachzeitschrift der Studie methodische Fehler vor und zweifelte die Aussagekraft der Schlussfolgerungen dieser Studie an.
Auch die klärungsorientierte Psychotherapie (KoP) nach Rainer Sachse hat spezifische therapeutische Ansätze sowie störungs- und therapietheoretische Konzepte zur Behandlung von schwertherapierbaren Persönlichkeitsstörungen, wie der BPS, entwickelt. Von grundlegender Bedeutung für die Therapie ist, dass der Therapeut zunächst die zentralen (Beziehungs-/Interaktions-)Motive und die stärksten Schemata des Klienten wahrnimmt und darauf richtig reagiert, um eine vertrauensvolle und produktive therapeutische Beziehung zu etablieren. Sodann kann der Therapeut dem Klienten seine vorher unbewussten und unkontrollierbaren Schemata transparent und die Nachteile („Kosten“) seiner starren dysfunktionalen Handlungsmuster bewusst machen (Explizierungsprozess) und so eine Änderungsmotivation erzeugen. Dadurch lassen sich diese Muster therapeutisch mit dem Klienten bearbeiten und verändern sowie sinnvollere Handlungsalternativen entwickeln und stabilisieren.

#### Verhaltenstherapie
Die dialektisch-behaviorale Therapie (DBT) wurde von Marsha M. Linehan entwickelt. Ziel ist es, den Patienten in verschiedenen Bereichen zu stärken. Dabei sollen die Vorteile bestimmter Verhaltensstrategien herausgearbeitet werden, ohne die bisherigen Lösungsversuche für ungültig zu erklären. Dialektik im Sinne der DBT zielt darauf ab, scheinbare Gegensätze in der Welt des Patienten aufzulösen und sie schrittweise zu integrieren. Bezüglich der Effektivität ist diese Therapie die bislang am meisten untersuchte. Ihre Effektivität wurde in mehreren Studien seit 2000 nachgewiesen. Die Ergebnisse einer Meta-Analyse von 2021 deuten jedoch darauf hin, dass DBT zwar selbstverletzendes Verhalten reduzieren und Depressionen verbessern kann, aber die Auswirkungen auf Suizidgedanken und Wut unbedeutend sind.
Nach einer Übersicht von 2013 wurde die Schematherapie als vielversprechend und kostengünstig eingeschätzt. Es gab allerdings erst wenige Studien zur Effektivität.

#### Kognitive Umstrukturierung und metakognitives Training
Ein Mittel der psychotherapeutischen Intervention bei Borderline-Patienten ist eine Form der sogenannten Kognitiven Umstrukturierung. Diese ist ein zentrales Element der kognitiven Verhaltenstherapie. Dabei handelt es sich um therapeutische Veränderungsprozesse im Denken des Patienten, insbesondere werden die kognitiven Attributionen untersucht und gegebenenfalls bearbeitet. „Attributionen“ sind Eigenschaften oder Merkmale, die man auf Menschen oder Dinge projiziert, also etwas höchst Individuelles. Der Begriff stammt aus dem Lateinischen und bedeutet, ganz grob übersetzt, „Zuschreibungen“. Er bezieht sich in vielen Bereichen der Psychologie sowohl auf einen Zusammenhang von zwei Entitäten als auch auf die sich daraus ergebenden Konsequenzen für das Erleben und Verhalten des Menschen. Borderline-Patienten neigen dazu, ihre schwankenden Emotionen direkt und ohne innere Kontroll-Instanzen auf andere Menschen zu projizieren beziehungsweise zu attribuieren. So wird die instabile innere Gefühlsrealität des Patienten zur scheinbaren äußeren Realität. Es fehlt hier ein funktional intakter Abstand von Subjektivität und Objektivität. Das Entscheidende ist, dass die meisten sozialen Probleme von Borderline-Patienten ihre Ursache in einer Fehlattribution von pathologisch gefärbten, instabilen Emotionen auf einen anderen Menschen haben. Dies geschieht in aller Regel völlig ungewollt, ungesteuert und unkontrolliert. Lernt nun aber der Borderline-Patient im Rahmen einer intensiven kognitiven Umstrukturierung, seine Gefühle zunächst als etwas Eigenes zu erleben und nicht unreflektiert auf die Außenwelt zu beziehen, so kann er sich im Idealfall aus dem Teufelskreis seiner sozialen Konflikte ein Stück weit befreien. Kognitive Umstrukturierung ist kein eigenständiges Therapieverfahren, sondern Element vieler kognitiv-verhaltenstherapeutisch orientierter Therapien.
Einen verwandten Ansatz verfolgt das Metakognitive Training für Borderline, welches neben Attributionen (v. a. monokausale Zuschreibungen) weitere kognitive Verzerrungen adressiert, die bei Menschen mit Borderline erhöht ausgeprägt sind, wie z. B. die Urteilssicherheit für emotionale Urteile. Erste Studien bestätigen, dass dieser Ansatz zu einer Reduktion der Symptomatik im Vergleich zu Kontrollbedingungen führt.

#### Psychoedukation
Eine unterstützende Rolle kommt der Psychoedukation zu. Damit bezeichnet man die Aufklärung von Menschen, die an einer psychischen Störung leiden, sowie die Einbindung ihrer Angehörigen. Häufige Einsatzgebiete sind Schulungen von Patienten mit einer BPS. Ziel ist es, dass die Betroffenen und ihre Angehörigen die Krankheit besser verstehen und mit ihr umgehen können. Zum Beispiel werden persönliche Erfahrungen bezüglich der Erkrankung mit dem gegenwärtigen Wissen über das Störungsbild verbunden, sodass allen Beteiligten der aktuelle Stand des klinischen Wissens zugänglich ist. Auch sollen sie eigene Möglichkeiten wahrnehmen, um mögliche Rückfälle zu vermeiden und selbst zur eigenen Stabilität beizutragen. Die Aufklärung der Patienten über die Entstehungs- und Aufrechterhaltungsbedingungen der Störung bildet in der Verhaltenstherapie die Grundlage für anschließende Behandlungsschritte. Da es den Patienten und Angehörigen oft schwerfällt, die Diagnose „Borderline“ zu akzeptieren, hat die Psychoedukation auch die Funktion, zur Entstigmatisierung psychischer Störungen beizutragen und Barrieren zum Aufsuchen einer Behandlung abzubauen. Ihren methodischen Ursprung hat Psychoedukation in der Verhaltenstherapie, in der das Wiedererlernen der eigenen emotionalen und sozialen Kompetenz im Vordergrund steht. Psychoedukation ist keine eigene Psychotherapie, sondern ein Element, das in verschiedenen Therapien angewendet wird.

### Medikation
Eine Übersichtsstudie, die Forschungsergebnisse bis August 2014 auswertete, konstatierte bei allen bis dahin bei BPS angewandten Medikamenten einen weiterhin „unbefriedigenden“ Wirksamkeitsnachweis. Bereits 2010 war eine Metaanalyse zu dem Ergebnis gelangt, dass kein Medikament die Schwere der Krankheit signifikant beeinflusse und dass es bei medikamentöser Behandlung „keine Erfolg versprechenden Resultate bezüglich der Kernsymptome von BPS – chronisches Gefühl der Leere, Störung des Selbstbilds und Gefühl der Verlassenheit“ – gebe. 2009 empfahl das National Institute for Health and Care Excellence (NICE) in Großbritannien in einer Richtlinie zur Behandlung von BPS, dass Medikamente weder gegen BPS insgesamt noch gegen einzelne Symptome oder Verhaltensweisen benutzt werden sollten. Medikamente könnten jedoch in Betracht gezogen werden bei der Behandlung von Begleiterkrankungen.

## Verlauf
Bei einer umfangreichen Längsschnittstudie (Longitudinalstudie) von 290 BPS-Patienten über einen Zeitraum von zuletzt sechzehn Jahren am McLean Hospital (Massachusetts/USA) in Zusammenarbeit mit der Harvard Medical School wurden Informationen über den Krankheitsverlauf und die Prognose bei BPS gewonnen. Die Untersuchung umfasste Patienten, die wegen BPS in dieser Klinik anfangs stationär und danach ambulant behandelt wurden, bei ihrer Erfassung 18–35 Jahre alt waren und bis dahin keine Symptome von Schizophrenie, schizoider Störung, bipolarer Störung (Bipolar I) oder möglicher organischer Ursachen für psychiatrische Symptome gezeigt hatten. Ihre Behandlung war, je nach Fall, in erster Linie oder gar ausschließlich psychotherapeutisch.
Ein Rückgang der Symptome (Remission), der über Jahre andauerte, war sehr häufig. Innerhalb des Zeitraums der Untersuchung von sechzehn Jahren erlebten 78 % der Patienten eine Besserung, die mindestens acht Jahre andauerte, und 99 % der Patienten eine Besserung, die mindestens zwei Jahre andauerte. Rückfälle (Rezidive) waren relativ gering. Sie reichten von 36 % nach einer zweijährigen Besserung bis zu nur 10 % nach einer achtjährigen Besserung.
Eine völlige Erholung, die mindestens zwei Jahre andauerte, erlebten 60 % der Patienten, und eine völlige Erholung, die mindestens acht Jahre andauerte, erlebten 40 % der Patienten. Rückfälle nach zweijähriger völliger Erholung gab es bei 44 % der Patienten und nach achtjähriger völliger Erholung bei 20 %.
Die Autoren der Studie bewerteten die Zahlen zum Rückgang der Symptome als „sehr gute Nachrichten“ („very good news“) für Patienten und Angehörige, auch wenn die Zahlen zur völligen Erholung „eher ernüchternd“ („more sobering“) seien.

### Fachliteratur
- Marsha M. Linehan: Cognitive-behavioral Treatment of Borderline Personality Disorder. Guilford Press, New York 1993, ISBN 0-89862-183-6.
- Martin Bohus: Borderline-Störung. Hogrefe, Göttingen 2002, ISBN 3-8017-1096-3.
- Christa Rohde-Dachser: Das Borderline-Syndrom. 6. Auflage. Huber, Mannheim 2004, ISBN 3-456-83500-0.
- Gerhard Dammann, Paul L. Janssen (Hrsg.): Psychotherapie der Borderline-Störungen. Krankheitsmodelle und Therapiepraxis – störungsspezifisch und schulenübergreifend. 2., überarb. und erw. Auflage. Thieme, Stuttgart 2007, ISBN 978-3-13-126862-4.
- Christian Fleischhaker, Eberhard Schulz: Borderline-Persönlichkeitsstörungen im Jugendalter. Band aus der Reihe Manuale psychischer Störungen bei Kindern und Jugendlichen. Springer, Berlin 2010, ISBN 978-3-540-68287-5.
- Birger Dulz, Sabine C. Herpertz, Otto F. Kernberg, Ulrich Sachsse (Hrsg.): Handbuch der Borderline-Störungen. Komplett überarbeitete 2. Auflage. Schattauer, Stuttgart 2011, ISBN 978-3-7945-2472-3.
- Damaris Bretzner: Die Borderline-Persönlichkeitsstörung im Handlungsfeld der sozialen Arbeit: Ein Überblick über Ursachen, Verlaufsformen und Interventionsmöglichkeiten. Diplomica, Hamburg 2014, ISBN 978-3-95850-621-3.
- John F. Clarkin, Frank E. Yeomans, Otto F. Kernberg: Psychotherapie der Borderline-Persönlichkeit. Manual zur psychodynamischen Therapie. Mit einem Anhang zur Praxis der TFP im deutschsprachigen Raum. Übersetzung von Petra Holler. 2. Auflage, Schattauer, Stuttgart 2008, ISBN 978-3-7945-2579-9.

### Ratgeber
- Sven Ulrich, Border Allein, Der Ratgeber für Angehörige: Von Borderline bis zur Depression, ISBN 979-8-85018449-0.
- Jerold J. Kreisman, Hal Straus: Ich hasse dich, verlass mich nicht. Die schwarzweiße Welt der Borderline-Persönlichkeit. 15. Auflage. Kösel, München 2005, ISBN 3-466-30326-5.
- Gerd Möhlenkamp: Was ist eine Borderline-Störung? Antworten auf die wichtigsten Fragen. 3. Auflage. Vandenhoeck & Ruprecht, Göttingen 2006, ISBN 3-525-46217-4.
- Christoph Kröger, Christine Unckel (Hrsg.): Borderline-Störung. Wie mir die dialektisch-behaviorale Therapie geholfen hat. Hogrefe, Göttingen 2006, ISBN 3-8017-2021-7.
- Michael Rentrop, Markus Reicherzer, Josef Bäuml: Psychoedukation Borderline-Störung: Manual zur Leitung von Patienten- und Angehörigengruppen. Urban & Fischer bei Elsevier, München 2007, ISBN 3-437-22746-7.
- Jerold J. Kreisman, Hal Straus: Zerrissen zwischen Extremen. Leben mit einer Borderline-Störung. Hilfe für Betroffene und Angehörige. Aus dem Amerikanischen übersetzt von Karin Petersen. 4. Auflage. Goldmann, München 2008, ISBN 978-3-442-16976-4.
- Günter Niklewski, Rose Riecke-Niklewski: Leben mit einer Borderline-Störung. 3., vollständig überarbeitete und ergänzte Auflage. Trias, Stuttgart 2003 und 2011, ISBN 978-3-8304-3681-2.
- Heinz-Peter Röhr: Borderline bewältigen. Hilfen und Selbsthilfen. 10., aktualisierte Auflage. Walter, Mannheim 2010, ISBN 978-3-530-50618-1.
- Alice Sendera, Martina Sendera: Borderline – die andere Art zu fühlen. Beziehungen verstehen und leben. Springer, Wien 2010, ISBN 978-3-211-99710-9.
- Alice Sendera, Martina Sendera: Skills-Training bei Borderline- und Posttraumatischer Belastungsstörung. Inklusive CD-ROM mit neuen Arbeitsblättern. 3. Auflage, Springer, Wien 2012, ISBN 978-3-7091-0934-2.
- Andreas Knuf, Christiane Tilly: Borderline: Das Selbsthilfebuch. Korr. Nachdruck der Auflage 2014. Balance, Bonn 2016, ISBN 978-3-86739-004-0.
- Kim L. Gratz, Alexander L. Chapman: Borderline-Persönlichkeitsstörung: Ein Wegweiser für Betroffene. Aus dem Englischen übersetzt von Christoph Trunk. Junfermann, Paderborn 2014, ISBN 978-3-95571-177-1.
- Christine Ann Lawson: Borderline-Mütter und ihre Kinder. Wege zur Bewältigung einer schwierigen Beziehung. 6. Auflage. Aus dem amerikanischen Englisch übersetzt von Irmela Köstlin. Psychosozial, Gießen 2015, ISBN 978-3-89806-256-5.

## Medien
- Border Allein - der Podcast für Betroffene und Angehörige von Borderline
- Wibke Bergemann: Ruhe nach dem Daueralarm – Wie sich Borderline heilen lässt, Deutschlandfunk – Wissenschaft im Brennpunkt vom 30. April 2017
- Cécile Loetz, Jakob Müller: Borderline – Eine Gratwanderung entlang psychischer Extreme. In: Rätsel des Unbewußten. Podcast zur Psychoanalyse und Psychotherapie (Folge 31).